# Іван Невистич
Іван Невистич (хорв. Ivan Nevistić; нар. 31 липня 1998, Джаково) — хорватський футболіст, воротар клубу «Рієка».

## Клубна кар'єра
Народився 31 липня 1998 року в місті Джаково. Вихованець юнацької команди «Осієк», з якої у червні 2015 року перейшов до академії «Рієки». Перший професійний контракт із клубом він підписав у червні 2016 року, втім за першу команду так і не дебютував і наступного року був відданий в оренду в клуб другого дивізіону «Вараждин», в якому провів один сезон, взявши участь у 32 матчах чемпіонату, а команда поступилась у плей-оф за право виходу до еліти «Істрі» і залишилась у другому дивізіоні.
У липні 2018 року Невистич підписав новий 4-річний контракт з «Рієкою», після чого був відданий в оренду в словенську «Муру». Втім у цій команді Іван був запасним воротарем, зігравши лише одну гру в кубку країни, через що на початку 2019 року його знову відправили до «Вараждина», де він знову став основним гравцем. Цього разу команда посіла перше місце і напряму вийшла до вищого дивізіону. Там Невистич дебютував наступного року, зігравши в усіх 36 іграх сезону і допомігши команді зберегти прописку в еліті.
Перед сезоном 2020/21 Невистич повернувся до «Рієки», за яку дебютував 12 вересня 2020 року у матчі чемпіонату проти «Осієка» (0:3)

## Виступи за збірні
Виступав за юнацькі збірні Хорватії усіх вікових категорій від U-14 до U-20. У складі юнацької збірної Хорватії (U-17) був учасником юнацького чемпіонату Європи 2015 року в Болгарії. На турнірі був дублером Адірана Шемпера і зіграв лише в одному матчі, останній грі групового етапу проти Іспанії (0:0), яка вжен е мала турнірного значення для хорватів, і відстояв її на нуль, а хорвати дійшли до чвертьфіналу турніру. Загалом на юнацькому рівні взяв участь у 31 матчі.
11 жовтня 2019 року зіграв свій єдиний матч у складі молодіжної збірної Хорватії, замінивши у перерві матчу проти Угорщини (1:4) Адірана Шемпера.

## Статистика виступів

### Статистика клубних виступів
| Сезон             | Команда           | Чемпіонат         | Чемпіонат | Чемпіонат | Національний кубок | Національний кубок | Національний кубок | Континентальні кубки | Континентальні кубки | Континентальні кубки | Інші змагання | Інші змагання | Інші змагання | Усього | Усього | Усього |
| Сезон             | Команда           | Ліга              | Ігор      | Голів     | Ліга               | Ігор               | Голів              | Ліга                 | Ігор                 | Голів                | Ліга          | Ігор          | Голів         | Ігор   | Голів  |        |
| ----------------- | ----------------- | ----------------- | --------- | --------- | ------------------ | ------------------ | ------------------ | -------------------- | -------------------- | -------------------- | ------------- | ------------- | ------------- | ------ | ------ | ------ |
| 2017–18           | «Вараждин»        | 2Л                | 32+2      | -32;-3    | КХ                 | 1                  | -2                 |                      | -                    | -                    |               | -             | -             | 35     | -37    |        |
| 2018-січ. 2019    | «Мура»            | 1Л                | 0         | 0         | КС                 | 1                  | -1                 |                      | -                    | -                    |               | -             | -             | 1      | -1     |        |
| січ.-черв. 2019   | «Вараждин»        | 2Л                | 12        | -10       | КХ                 | 0                  | 0                  |                      | -                    | -                    |               | -             | -             | 12     | -10    |        |
| 2019–20           | «Вараждин»        | 1Л                | 26        | -41       | КХ                 | 1                  | -2                 |                      | -                    | -                    |               | -             | -             | 27     | -43    |        |
| Усього за кар'єру | Усього за кар'єру | Усього за кар'єру | 72        | -86       |                    | 3                  | -5                 |                      | -                    | -                    |               | -             | -             | 75     | -91    |        |

## Титули і досягнення
- Чемпіон Хорватії (2):

«Динамо»: 2022-23, 2023-24
- Володар Суперкубка Хорватії (2):

«Динамо»: 2022, 2023
- Володар Кубка Хорватії (1):

«Динамо»: 2023-24